# 施泰尔河畔施泰因巴赫
施泰尔河畔施泰因巴赫是奥地利上奥地利州克雷姆斯河畔基希多夫县的一个市镇。总面积28.2平方公里，总人口1994人，人口密度70.7人/平方公里（2005年）。